# 무산역
무산역(茂山驛)은 조선민주주의인민공화국 함경북도 무산군 무산읍에 위치한 무산선과 백무선의 철도역이다.
중화인민공화국의 허룽을 잇는 철도가 추진중이다. 2012년 말에는 중화인민공화국 지배 지역인 두만강 대안의 난핑까지 철도가 완공되었다. 그러나 판매 가격 문제로 인해 압록강을 건너는 철도는 2013년 현재 건설되지 않고 있다.

## 연혁
- 1929년 11월 15일 : 조선철도주식회사에서 신참-무산 간 협궤선 개통으로 영업 개시 (현 무산선)
- 1940년 5월 1일 : 북선척식철도에서 협궤선 개궤[1]
- 1944년 4월 1일 : 국유화, 무산선 무산역이 됨[2]
- 1944년 12월 1일 : 백무선 연사-무산 간 영업 개시[3]